# 2010年西孟加拉邦列车脱轨事故
2010年西孟加拉邦列车脱轨事故发生于2010年5月28日，地点位于印度西孟加拉邦西密德纳坡，原因是部分路轨被拆去而导致列车脫軌。它造成了超过138人死亡，約200人受傷，其中30多人重傷。

## 背景
出軌事故發生於印度共产党（毛主义）在当地为期4天的总罢工开始后90分鐘。事發時為「黑色週」，全國安保進入最高戒準狀態。
印度鐵路大臣在襲擊發生前數星期曾表示，由于印度共产党（毛主义）的大罢工和阻碍，印度鐵路遭受的損失已高達50億盧比。罢工以及其他威胁已對某些地区的客運和貨運造成不利影响。

## 出軌事故
印度上午1時30分（UTC+5:30，下同），該列有13節車廂，從豪拉開往孟買的載客列車，在駛至缺失路軌的路段時出軌。列車出軌後再與反方向駛至的載貨列相撞。救援人員在客車內救出26人，最少有71人死亡。被移去的路軌位於Khemasoli與Sardiya站之間。除了路軌被移去，承托組件鱼尾板也發現鬆脫，表明受到蓄意破坏。
調查人員又發現有爆炸痕跡，未能確定事故有否涉及恐怖襲擊，鐵路大臣瑪瑪塔·班納芝（Mamata Banerjee）表示該爆炸是屬有預謀襲擊的一部分。她說：「列車車長聽見爆炸聲，因此我們會從這方面著手調查。但我們已警覺是印度共產黨放置了爆炸裝置。」

## 救援工作
印度空軍派出直升機協助把傷者送往醫院。此外，一列醫療列車也被派到事發現場。

## 責任
當地警察部長表示，印度共產黨把事發路段的一段長46公分的路軌移去，故須負上全責。警方在現場發現毛派附属組織「對抗警察鎮壓人民委员会」（Police Santras Birodhi Janosadharan Committee，或People's Committee against Police Atrocities，缩写为PCPA）的声称对事件负责的海报。而PCPA发言人否认PCPA有参与。西孟加拉邦警方指事件極有可能是印度共产党（毛主义）策劃，毛派发言人表示毛派对此没有任何参与。

## 反應
總理曼莫汉·辛格向事故中的死者表示哀痛，並表示政府已向每名死者的親屬發放50萬盧布的賠償金，並會替他們尋找工作，西孟加拉邦政府更會全數支付死傷者的醫療費用。
當鐵路大臣瑪瑪塔·班納芝得悉該段日子是黑色週，及政府已把保安級別提升至最高後，她隨即趕赴現場親自指揮救援。
財政大臣布拉納·穆赫芝（Pranab Mukherjee）和西孟加拉邦總理布達德夫·巴塔查爾吉（Buddhadeb Bhattacharya）也譴責是次襲擊。布打特·巴達察雅更表示會全力打擊毛派的恐怖主義，維護國家安全。